# سكوتيابانك أرينا
سكوتيابانك أرينا (بالفرنسية: Aréna Scotiabank)‏ المعروفة سابقا بـمركز طيران كندا (بالإنجليزية: Air Canada Centre)‏ هي ساحة متعددة الأغراض تقع في شارع الخليج في منطقة جنوب كور في وسط مدينة تورونتو، أونتاريو، كندا.